# Ильинка (Сакский район)
Ильи́нка (до 1945 года Коке́й; укр. Іллінка, крымскотат. Kökey) — село в Сакском районе Республики Крым, входит в состав Сизовского сельского поселения (согласно административно-территориальному делению Украины — Сизовского сельского совета Автономной Республики Крым).

## Население
| 2001 | 2014 |
| ---- | ---- |
| 949  | ↘816 |

Всеукраинская перепись 2001 года показала следующее распределение по носителям языка
| Язык       | Процент |
| ---------- | ------- |
| русский    | 75.45   |
| украинский | 23.08   |
| другие     | 0.95    |

### Динамика численности
| Год  | Численность | Численность |
| ---- | ----------- | ----------- |
| 2001 | 949         | [ 8 ]       |
| 2014 | 816         | [ 4 ]       |

| - 1806 год — 60 чел. - 1864 год — 140 чел. - 1889 год — 95 чел. - 1892 год — 148 чел. - 1900 год — 188 чел. - 1915 год — 129 чел. | - 1926 год — 118 чел. - 1939 год — 978 чел. - 1989 год — 1201 чел. - 2001 год — 949 чел. - 2009 год — 823 чел. - 2014 год — 816 чел. |

## Современное состояние
На 2016 год в Ильинке 10 улиц и 1 переулок; на 2009 год, по данным сельсовета, село занимало площадь 173,1 гектара, на которой в 368 дворах числилось 823 жителя. В селе действует средняя общеобразовательная школа, дом культуры, библиотека, фельдшерско-акушерский пункт, церковь пророка Илии, мечеть. Ильинка связана автобусным сообщением с Симферополем и соседними населёнными пунктами.

## География
Ильинка — село на север-востоке района, в степной зоне Крыма, у границы с Красногвардейским районом, высота над уровнем моря — 72 м. Соседние сёла: Луговое в 4,5 км на запад и Водопойное — в 6,5 км на юг. Расстояние до райцентра — около 39 километров (по шоссе), там же ближайшая железнодорожная станция. Транспортное сообщение осуществляется по региональной автодороге 35Н-451 Виноградово — Ильинка — Водопойное (по украинской классификации С-0-11203).

## История
Первое документальное упоминание села встречается в Камеральном Описании Крыма… 1784 года, судя по которому, в последний период Крымского ханства Киокей входил в Каракуртский кадылык Бахчисарайского каймаканства. После присоединения Крыма к России (8) 19 апреля 1783 года, (8) 19 февраля 1784 года, именным указом Екатерины II сенату, на территории бывшего Крымского Ханства была образована Таврическая область и деревня была приписана к Евпаторийскому уезду. После Павловских реформ, с 1796 по 1802 год, входила в Акмечетский уезд Новороссийской губернии. По новому административному делению, после создания 8 (20) октября 1802 года Таврической губернии, Кокей был включён в состав Урчукской волости Евпаторийского уезда.
По Ведомости о волостях и селениях, в Евпаторийском уезде с показанием числа дворов и душ… от 19 апреля 1806 года в деревне Кокей числилось 9 дворов, 53 крымских татарина, 5 цыган и 2 ясыра. На военно-топографической карте генерал-майора Мухина 1817 года деревня Кукий обозначена с 9 дворами. После реформы волостного деления 1829 года Кокей, согласно «Ведомости о казённых волостях Таврической губернии 1829 года», остался в составе Урчукской волости. На карте 1836 года в деревне Кокей (или Олимпиадовка) 20 дворов (7 татарских и 13 русских), как и на карте 1842 года.
В 1860-х годах, после земской реформы Александра II, деревню приписали к Абузларской волости. Согласно «Памятной книжке Таврической губернии за 1867 год», деревня Кокей была покинута жителями в 1860—1864 годах, в результате эмиграции крымских татар, особенно массовой после Крымской войны 1853—1856 годов, в Турцию и заселена татарами и русскими крестьянами, а, согласно Описанию Таврической епархии 1872 года М.Родионова, была заселена казёнными крестьянами из других мест Таврической губернии. В «Списке населённых мест Таврической губернии по сведениям 1864 года», составленном по результатам VIII ревизии 1864 года, Кокей — владельческая русская и татарская деревня, с 19 дворами, 140 жителями и мечетью при колодцах. По обследованиям профессора А. Н. Козловского 1867 года, вода в колодцах деревни была солоновато-горькая, а их глубина достигала 26—30 саженей (55—63 м). На трёхверстовой карте Шуберта 1865—1876 года в деревне Кокей (Олимпиадовка) обозначено 5 дворов. В «Памятной книге Таврической губернии 1889 года», по результатам Х ревизии 1887 года, в деревне Кокей числилось уже 17 дворов и 95 жителей. Согласно «…Памятной книжке Таврической губернии на 1892 год», в деревне Кокей, входившей в Биюк-Борашский участок, числилось 148 жителей в 18 домохозяйствах.
Земская реформа 1890-х годов в Евпаторийском уезде прошла после 1892 года, в результате Кокей определили центром Кокейской волости. По «…Памятной книжке Таврической губернии на 1900 год» в деревне числилось 188 жителей в 40 дворах. На 1902 год в деревне работал фельдшер. На 1914 год в селении находился медицинский участок с фельдшером. По Статистическому справочнику Таврической губернии. Ч.II-я. Статистический очерк, выпуск пятый Евпаторийский уезд, 1915 год, в деревне Кокей (она же Олимпиадовка), центре Кокейской волости Евпаторийского уезда, числилось 12 дворов (7 дворов с землёй, 5 — безземельные) с русским населением в количестве 95 человек приписных жителей и 34 — «посторонних», из которых 70 мужчин и 59 женщин. Жители владели 48 десятинами удобной земли. В хозяйствах имелось 55 лошадей, 4 вола, 19 коров и 160 голов мелкого скота. Согласно списку 1915 года «…русских подданных из австрийских, венгерских или германских выходцев» землевладельцев, опубликованном в газете «Таврические губернские ведомости» в апреле 1915 года, при деревне Кокей значатся крымские немцы Динцер Евгений Якубович, имевший 200 десятин земли и Дубс Вильгельм Иоганович — 800 дес.. На 1917 год в деревне действовало почтовое отделение. На 1917 год в селении действовала больница (врач и фельдшер).
После установления в Крыму Советской власти, по постановлению Крымревкома от 8 января 1921 года № 206 «Об изменении административных границ» была упразднена волостная система и село вошло в состав Евпаторийского района Евпаторийского уезда, а в 1922 году уезды получили название округов. 11 октября 1923 года, согласно постановлению ВЦИК, в административное деление Крымской АССР были внесены изменения, в результате которых округа были отменены и произошло укрупнение районов — территорию округа включили в Евпаторийский район. Согласно Списку населённых пунктов Крымской АССР по Всесоюзной переписи 17 декабря 1926 года, в селе Кокей, центре Кокейского сельсовета Евпаторийского района, числилось 26 дворов, из них 19 крестьянских, население составляло 118 человек, из них 66 украинцев, 47 русских и 5 татар. После создания 15 сентября 1931 года Фрайдорфского (переименованного в 1944 году в Новосёловский) еврейского национального (лишённого статуса национального постановлением Оргбюро ЦК КПСС от 20 февраля 1939 года) района Кокей включили в его состав. По данным всесоюзная перепись населения 1939 года, согласно «Крымскотатарская энциклопедии», в селе проживало 978 человек, что не согласуется с другими статистическими данными.
Указом Президиума Верховного Совета РСФСР от 21 августа 1945 года Кокей был переименован в Ильинку и Кокейский сельсовет — в Ильинский. С 25 июня 1946 года в составе Крымской области РСФСР. Указом Президиума Верховного Совета РСФСР от 18 мая 1948 года, к Ильинке присоединили село Булгак. 25 июля 1953 года Новосёловский район был упразднён и село включили в состав Сакского. 26 апреля 1954 года Крымская область была передана из состава РСФСР в состав УССР. Время упразднения Ильинского сельсовета и включения в состав Сизовского пока не установлено: на 15 июня 1960 года село уже числилось в его составе. Указом Президиума Верховного Совета УССР «Об укрупнении сельских районов Крымской области», от 30 декабря 1962 года село присоединили к Евпаторийскому району. 1 января 1965 года, указом Президиума ВС УССР «О внесении изменений в административное районирование УССР — по Крымской области», Евпаторийский район был упразднён и село включили в состав Сакского (по другим данным — 11 февраля 1963 года). По данным переписи 1989 года в селе проживало 1201 человек. С 12 февраля 1991 года село в восстановленной Крымской АССР, 26 февраля 1992 года переименованной в Автономную Республику Крым. С 21 марта 2014 года в составе Крыма аннексирована Россией.